# Само Халупка
Са́мо Халу́пка (словац. Samo Chalupka; 27 лютого 1812, Горна Легота Австрійська імперія (нині Банскобистрицького краю, Словаччини) — 19 травня 1883, там само) — словацький поет-романтик, що входить до, так званого, покоління «штурівців».
Спільно з Яном Ботто, Янко Кралем і А. Сладковичем належить до найвидатніших поетів словацького романтизму.
Протестантський проповідник. Просвітитель.

## Біографія
Син приходського священика. Пішов стопами батька. Після закінчення гімназії у 1827 вступив до братиславського ліцею, де вивчав теологію і філософію. З юності брав участь в національному словацькому русі.
У 1829 приєднався до послідовникі Л. Штура.

## Творчість

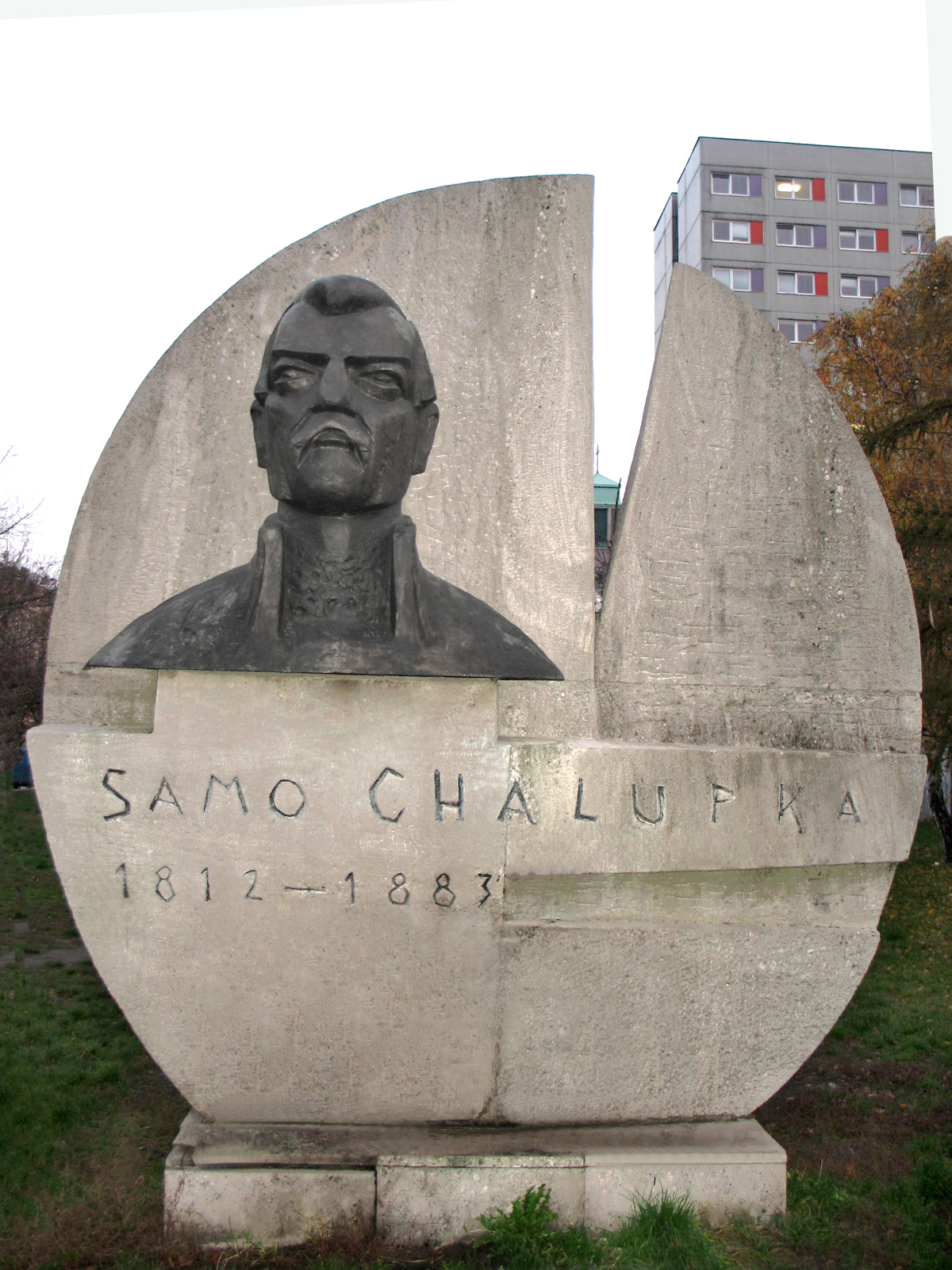
Бюст Само Халупки в Братиславі

В літературу вступив в 1830-ті роки з ліричними і патріотичними віршами (переважно чеською мовою). Дебютував у 1836 з віршами, опублікованими в альманасі «Plody».
Із середини 1840-х писав по-словацьки; оформився як поет-романтик школи Л. Штура.
У жанрах фольклорної ліричної пісні і епіки оспівував батьківщину, борців за свободу («Козак», «Кральогольска», «Убий його!» та ін.). Найзначніша лірика та історична епіка вийшла в 1868 у збірнику «Spevy».
Значне місце у творчості Само Халупко займає літургійна поезія (збірка «Пісні», 1842).
Його вірші, створені на основі народних пісень, балад та історичного епосу, дуже вплинули на майбутній напрямок словацької поезії.